# HD 41700
HD 41700 è una stella nana gialla nella sequenza principale di magnitudine 6,35 situata nella costellazione della Poppa. Dista 87 anni luce dal sistema solare.

## Osservazione
Si tratta di una stella situata nell'emisfero celeste australe. La sua posizione moderatamente australe fa sì che questa stella sia osservabile specialmente dall'emisfero sud, in cui si mostra alta nel cielo nella fascia temperata; dall'emisfero boreale la sua osservazione risulta invece più penalizzata, specialmente al di fuori della sua fascia tropicale. Essendo di magnitudine pari a 6,4, non è osservabile ad occhio nudo; per poterla scorgere è sufficiente comunque anche un binocolo di piccole dimensioni, a patto di avere a disposizione un cielo buio.
Il periodo migliore per la sua osservazione nel cielo serale ricade nei mesi compresi fra dicembre e maggio; nell'emisfero sud è visibile anche all'inizio dell'inverno, grazie alla declinazione australe della stella, mentre nell'emisfero nord può essere osservata limitatamente durante i mesi della tarda estate boreale.

## Caratteristiche fisiche
La stella è una nana gialla nella sequenza principale; possiede una magnitudine assoluta di 4,22 e la sua velocità radiale positiva indica che la stella si sta allontanando dal sistema solare.

## Sistema stellare
HD 41700 è un sistema multiplo formato da 3 componenti. La componente principale A è una stella di magnitudine 6,35. La componente B è di magnitudine 9,4, separata da 4,8 secondi d'arco da A e con angolo di posizione di 220 gradi. La componente C è di magnitudine 6,2, separata da 196,7 secondi d'arco da A e con angolo di posizione di 321 gradi.